# DJ Sammy
Samuel Bouriah, mais conhecido por seu nome artístico DJ Sammy (Majorca, Espanha, 19 de outubro de 1969), é um músico e DJ espanhol. 
Teve alguns sucessos nas paradas, incluindo uma cover de "Heaven", de Bryan Adams, uma colaboração com o produtor alemão Yanou que conta também com os vocais da cantora neerlandesa Do e que em 2002 alcançou a liderança da tabela de singles do Reino Unido - sendo um dos seus quatro singles que entraram no top 10 dessa mesma tabela - e o n.º 8 da americana Billboard Hot 100.

## Discografia

### Álbuns
- Life Is Just a Game (1998)
- DJ Sammy at Work (In the Mix) (1998)
- Heaven (2002) (# 14 no R. Unido, #67 nos EUA[3], #1 na Top Electronic Albuns[3])
- The Rise (2005)
- Clubroom (2009)

### Singles
- "Life Is Just a Game" 1995
- "You're My Angel" 1996
- "Prince of Love" 1997
- "Golden Child" 1997
- "Magic Moment" 1998
- "In 2 Eternity" 1999
- "Heaven" 2002 (#1 R. Unido, #4 AUS, #5 FRA, #8 EUA[4] - cover de "Heaven", de Bryan Adams)
- "Sunlight" 2002 (#8 UK, #40 AUS,[4])
- "The Boys of Summer" 2002 (#2 R. Unido, #9 AUS[4] - cover de "The Boys of Summer", de Don Henley)
- "Rise Again" 2004 (#53 ALE, #88 ESP)
- "Why" 2005 (#7 R. Unido, #29 AUS, #64 ALE[4], #16 IRL - cover de "Why", de Annie Lennox)
- "L'bby Haba" 2005
- "Everybody Hurts" 2007 (cover de "Everybody Hurts", de  R.E.M.)
- "Feel the Love" 2009

## Vida pessoal
Bouriah foi casado com casado com a cantora Loona, também conhecida como Marie-José.